# Požarevac (općina)
Požarevac (općina) (ćirilično: Општина Пожаревац) je općina u Braničevskom okrugu na sjeveru Središnje Srbije. Središte općine je grad Požarevac. 

## Zemljopis
Po podacima iz 2004. općina zauzima površinu od 482 km² (od čega je poljoprivrednih površina 35.313 ha, a šumskih 2.179 ha).

## Stanovništvo
Prema popisu stanovništva iz 2002. godine u općini živi 74.902 stanovnika, raspoređenih u 29 naselja .

## Naselja

### Gradovi
- Požarevac
- Kostolac

### Seoska naselja
| - Bare - Požarevac - Beranje - Batovac - Bradarac - Bratinac - Brežane - Bubušinac - Drmno - Dubravica - Živica - Kasidol | - Kličevac - Klenovnik - Lučica - Nabrđe - Ostrovo - Petka - Poljana - Prugovo - Rečica - Selo Kostolac - Trnjane - Ćirikovac |

Po podacima iz 2004. prirodni priraštaj je iznosio -0,9 ‰, a broj zaposlenih u općini iznosi 22.924 ljudi. U općini se nalazi 32 osnovne škole sa 7.322 učenika i sedam srednjih škola s 4.208 učenika.

## Vanjske poveznice
- Službena stranica Požarevca